# Norman Burton
Norman Burton, född 5 december 1923 i New York City, New York, död 29 november 2003 i Imperial, Kalifornien, var en amerikansk skådespelare. Han är mest känd för att ha spelat Felix Leiter i James Bond- filmen Diamantfeber.

## Filmografi
- 1965 – Bewitched (TV-serie) (1 avsnitt)
- 1965 – Krutrök (TV-serie) (1 avsnitt)
- 1968 – Apornas planet
- 1971 – Diamantfeber
- 1971 – Flykten från apornas planet
- 1973 – Save the Tiger
- 1974 – Kojak (TV-serie) (1 avsnitt)
- 1974–1976 – Rockford tar över (TV-serie) (2 avsnitt)
- 1974 – Skyskrapan brinner!
- 1975 – Baretta (TV-serie) (1 avsnitt)
- 1977–1980 – Quincy (TV-serie) (2 avsnitt)
- 1977 – Wonder Woman (TV-serie) (9 avsnitt)
- 1983–1986 – Knight Rider (TV-serie) (2 avsnitt)
- 1984 – China Blue - nattens hemlighet
- 1986 – Mord och inga visor (TV-serie) (1 avsnitt)
- 1986 – St. Elsewhere (TV-serie) (1 avsnitt)
- 1988–1989 – Krig och hågkomst (TV-serie) (3 avsnitt)